# David Roberts (Leichtathlet)
David Roberts (David Luther „Dave“ Roberts; * 23. Juli 1951 in Stillwater, Oklahoma) ist ein ehemaliger US-amerikanischer Stabhochspringer, der in der ersten Hälfte der 1970er Jahre erfolgreich war. Er stellte zwei Weltrekorde auf und gewann eine olympische Bronzemedaille.
Ins Rampenlicht der Öffentlichkeit trat er im Jahr 1971, als er bei den Panamerikanischen Spielen in Cali hinter seinem Landsmann Jan Johnson und vor dem Kanadier Bruce Simpson die Silbermedaille gewann.
Für die Rice University startend wurde er von 1971 bis 1973 dreimal in Folge NCAA-Meister. 1972 und 1974 wurde er US-Meister.
Am 28. März 1975 stellte er in Gainesville mit 5,65 m und am 22. Juni 1976 in Eugene mit 5,70 m einen Weltrekord auf. Bei den Olympischen Spielen 1976 in Montreal übersprung er ebenso wie der Pole Tadeusz Ślusarski und der Finne Antti Kalliomäki die olympische Rekordhöhe von 5,50 m. Die Zahl der Fehlversuche entschied über die Medaillenverteilung, und so erhielt Ślusarski Gold, Kalliomäki Silber und Roberts Bronze.
David Roberts wurde 2006 in die USA Pole Vault Hall of Fame aufgenommen.